# إليزابيث موريس
إليزابيث موريس (بالإنجليزية: Elizabeth Morris)‏ هي فيزيائية بريطانية، ولدت في 7 سبتمبر 1946.